# Ярго
«Ярго» (нем. Jargo) — немецкий фильм о подростке, который испытывает культурный шок от переезда из Саудовской Аравии в Германию. Премьера фильма состоялась на Берлинском международном кинофестивале и получила две награды на Сараевском кинофестивале (Босния и Герцоговина) в номинации: «Лучший фильм» и «Приз зрительских симпатий».

## Сюжет
15-летний мальчишка Ярго — сын родителей-немцев — родился и вырос в Саудовской Аравии. Туда ранее уехали жить его родители, уроженцы Германии. Но отец покончил с собой, выбросившись из окна, и мать решает перевезти сына на родину в Германию, в Берлин.
Странный для мальчишек-немцев Ярго всё-таки обретает друзей, но у него есть сложности: перед смертью отец наставил мальчика, чтобы он в 16 лет уже стал мужчиной, то есть испытал секс с девушкой. С этими мыслями Ярго, воспитанному на морали Саудовской Аравии, тяжело уживаться. Но у него обязательно получится… А отец постоянно приходит к мальчику во сне…

## В ролях
| Актёр                  | Роль      |
| ---------------------- | --------- |
| Константин фон Ящерофф | Ярго      |
| Октай Оздемир          | Камил     |
| Нора фон Вальдштеттен  | Мона      |
| Удо Кир                | отец Ярго |
| Йозефина Пройс         | Эмилия    |
| Марк Хоземанн          | Ян Яновиц |
| Джулия Кратц           | мать Ярго |

## Награды и номинации
| Награды и номинации | Награды и номинации | Награды и номинации           | Награды и номинации | Награды и номинации |
| Год                 | Награда             | Категория                     | Номинант            | Результат           |
| ------------------- | ------------------- | ----------------------------- | ------------------- | ------------------- |
| 2004                | Аманда              | Лучший скандинавский дебютант | Мария Солрун        | Номинация           |